# عملیات زمستان سیاه
عملیات زمستان سیاه (به انگلیسی: Operation Dark Winter) نام یک حمله شبیه‌سازی شده بیولوژیکی عظیم بود که در ۲۲ و ۲۳ جون سال ۲۰۰۱ در ایالات متحده آمریکا و با ویروس ساختگی آبله انجام گرفت.
تمرکز این عملیات بر تست کارایی سیستم پاسخگویی به بلایای طبیعی در حمله با سلاح‌های بیولوژیکی بود. هدف دیگر این عملیات نمایش جدی بودن تهدید حملات بیولوژیکی به ایالات متحده و آگاه‌سازی مردم بود.